# Чанъян-Туцзяский автономный уезд
Чанъян-Туцзяский автономный уезд (кит. упр. 长阳土家族自治县, пиньинь Chángyáng Tǔjiāzú zìzhìxiàn) — автономный уезд городского округа Ичан провинции Хубэй (КНР).

## История
Во времена империи Хань в этих местах был создан уезд Доушань (剅山县). Во времена империи Суй он был переименован в Чанъян (长杨县), а после смены империи Суй на империю Тан его название стало с 618 года писаться как 长阳县.
После образования КНР в 1949 году был создан Специальный район Ичан (宜昌专区), и уезд вошёл в его состав. В 1959 году Специальный район Ичан был расформирован, а вместо него был образован Промышленный район Иду (宜都工业区), но в 1961 году Промышленный район Иду был расформирован, и был вновь создан Специальный район Ичан. В 1970 году Специальный район Ичан был переименован в Округ Ичан (宜昌地区).
В 1984 году уезд Чанъян был преобразован в Чанъян-Туцзяский автономный уезд.
В 1992 году город Ичан и округ Ичан были объединены в городской округ Ичан.

## Административное деление
Уезд делится на 8 посёлков и 3 волости.